# Société typographique de Neuchâtel
La Société typographique de Neuchâtel (ou STN) est une maison d'édition active de 1769 à 1789.
La Bibliothèque publique et universitaire de Neuchâtel (BPUN) possède un fonds d’archives d’entreprise qui permet d’étudier l’histoire de cette société. Elle attire de nombreux chercheurs, comme l'historien américain Robert Darnton pour ses études sur le livre clandestin.

## Historique
La STN est fondée en 1769 par Frédéric Samuel Ostervald (1713-1795) , banneret de Neuchâtel, son gendre Jean-Elie Bertrand, professeur, Jonas-Pierre Berthoud (qui se retirera après un an), maître d’écriture et Samuel Fauche, libraire et éditeur. Jean-Frédéric Perregaux joua le rôle de correspondant à Paris pour la société.
La situation est très favorable puisque la consommation des livres (et surtout les livres en français) explose en Europe. De plus, la censure qui s’exerce en France incite les auteurs à rechercher des imprimeurs situés, souvent, le long des frontières (Londres, Amsterdam, Bruxelles, Kehl, Genève, Lausanne, Neuchâtel…). La STN a entretenu une riche correspondance avec la libraire fribourgeoise Madeleine Eggendorffer. Cette dernière fut une cliente de la STN dès 1769.
L’entreprise fonctionne essentiellement avec la contrefaçon, ce qui permet de réduire les coûts et d’offrir un prix intéressant. Les importations en France se font alors de manière clandestine.
À Neuchâtel, la censure n’est pas trop pesante. Ainsi, les autorités autorisent-elles la STN à imprimer certains ouvrages dangereux comme le Système de la nature D’Holbach, à condition toutefois que le nom de leur ville n’apparaisse pas et que les ouvrages soient réservés à l’exportation. Mais l’impression est éventée, au grand scandale de la Vénérable Classe et Osterwald perd sa charge de banneret.
D’autres problèmes surgissent lorsque Fauche – à l’insu de ses associés – joint dans les commandes qu’il prépare pour la France, des exemplaires de la brochure interdite : le Gazetier cuirassé de Théveneau de Morande. Un libraire lyonnais se plaint de cet envoi qui lui a valu de nombreux ennuis.
Fauche se retire alors de la STN et fonde sa propre entreprise. Pour établir sa réputation, il édite quelques beaux ouvrages comme Voyages dans les Alpes de Saussure. Ce qui ne l’empêche pas de continuer le commerce de livres interdits. Il se procure ainsi le manuscrit explosif de Mirabeau Essai sur le despotisme.
L'arrivée de Abram Bosset-Deluze, l'un des hommes d'affaires les plus riches de Neuchâtel à l'époque, renforce le capital de la société.

## Les livres imprimés
Parmi leurs contrefaçons de la STN figure la Description des arts et métiers, publiée à Paris par l’Académie royale des sciences. La version neuchâteloise est de format plus petit, avec quelques chapitres propres à la Suisse et à l’Allemagne, et vise une clientèle moins fortunée. Mais face à l’opposition des propriétaires de la version originale, elle ne peut s’imposer en France et est à l’origine des graves difficultés financières.
Parce que leur catalogue est peu varié, les éditeurs de la STN font des échanges avec certains confrères, ce qui leur permet de proposer à leurs clients plusieurs centaines de titres différents.
« Selon Robert Darnton, la STN est alors, en Europe, un des plus gros libraires en gros. Ses ballots, qui circulent dans tous les pays, dans toutes les capitales, mais aussi dans les provinces les plus reculées, témoignent de la richesse de ses magasins où repose toute la littérature de l’époque. Les grands classiques (…), les ténors de la république des lettres (Voltaire, Rousseau, Diderot), les auteurs à la mode (Mercier, Mirabeau, Raynal, Madame Beccari) côtoient d’obscurs plumitifs dont les ouvrages ont pourtant marqué la pensée des Lumières : Luchet, Buffonidor, Baudoin de Guémadeuc ou Théveneau de Morande ».
L'Encyclopédie de Diderot et d’Alembert, "le plus important ouvrage du siècle des Lumières", fait aussi partie des projets de publications de la STN. Après une première tentative inaboutie en 1769, un premier contrat entre Charles-Joseph Panckoucke et la STN, pour la réimpression de l'édition originale, est signé le 3 juillet 1776. Ils s'ensuivra une série d'autres dont un important, signé le 10 octobre 1778, qui réunira en plus des premiers le libraire Joseph Duplain (par l'intermédiaire de son agent Merlino de Giverdy) pour l'impression de la troisième édition de l'Encyclopédie in-quarto qui portera « Neuchâtel » inscrit en page de titre bien qu'elle fût principalement une production lyonnaise.

## Fournisseurs
Pour les presses, la STN dans le cadre des travaux pour l'Encyclopédie en achète six à l'imprimeur lyonnais Aimé de La Roche Valtar.
Pour les fontes, la STN a pu faire commande de celles Philosophies en 1777 auprès du fondeur lyonnais Louis Vernange.
Pour le papier, qui est « l'élément le plus cher et le principal souci de la production de livre » à cette époque, la STN est obligée de travailler avec de nombreux fournisseurs, tant la quantité fait défaut. On peut citer les noms suivants : Schertz (Strasbourg) reconnaissable au filigrane présentant la mention DV, Vimal (Ambert), Jean-Baptiste Gurdat (Bassecourt), Morel (Meslières), Fontaine (Fribourg) reconnaissable au filigrane présentant la marque MF et à des grappes de raisin, Johannot (Annonay), Montgolfier (Annonay), Planche (Vuillafans), Sette (Chardon), Girard (Lyon), Desgranges (Luxeuil).
Pour l'encre, la STN se fournit auprès deux firmes parisiennes qui détiennent un monopole à l'époque sur ce commerce : Langlois et Prévôt.

## Sources
- Robert Darnton (trad. de l'anglais), L'aventure de l'Encyclopédie, 1775-1800 : un best-seller au siècle des Lumières, Paris, Éditions du Seuil, coll. « Points / Histoire » (no H159), 2013 (1re éd. 1979), 445 p. (ISBN 978-0-674-08785-9, 2-262-00242-8 et 978-2-7578-3073-4)
- Robert Darnton, Un tour de France littéraire, Gallimard, 2018.
- Jules Gauthier, L'Industrie du papier dans les hautes vallées franc-comtoises du XVe au XVIIIe siècle, Montbéliard, s.n., 1897 (lire en ligne)
- John Jeanprêtre, Histoire de la Société typographique de Neuchâtel, 1769-1798, Neuchâtel, Impr. centrale, 1949
- Jacques Rychner, À l'ombre des Lumières : coup d'œil sur la main-d’œuvre de quelques imprimeries du XVIIIe siècle, 1977
- Michel Schlup (dir.), La Société typographique de Neuchâtel, l’édition neuchâteloise au siècle des Lumières (1769-1789), Neuchâtel, Bibliothèque publique et universitaire de Neuchâtel, 2002 (lire en ligne)